# Frederick Orpen Bower
Frederick Orpen Bower (4 de noviembre de 1855, Ripon - Ribon, 11 de abril de 1948) fue un botánico y pteridólogo inglés.

## Biografía
Era hijo de Abraham Bower y de Cornelia Morris. Se diploma, en 1877, en el Trinity College de Cambridge. Estudia entre 1877 a 1878 con Julius von Sachs (1832-1897) en Wurzburgo, y en 1879 con Heinrich A. de Bary (1831-1888) en Estrasburgo.
En 1877 enseña botánica en el Christ's College, Cambridge, y luego en Kensington, en 1882. Sería investigador en el "Laboratorio Jordrell" de los Reales Jardines Botánicos de Kew. Y obtiene, con solo 29 años, la cátedra real de Botánica de la Universidad de Glasgow en 1885, función que conserva hasta 1925, durante los cuales construyó un Departamento bien equipado, siendo el primer instituto botánico erigido en Gran Bretaña.

## Honores
- 1926: premio Neille por la Royal Society of Edinburgh (sociedad que preside de 1919 a 1924)
- 1926: premio Neill[1]
- 1938: medalla Darwin

- Miembro de la Royal Society en 1891, recibiendo la Royal Medal en 1910. y la medalla linneana en 1909

## Algunas publicaciones
- Schwendener's Theory of the Nature of Lichens. Reimpreso de Mánchester Microscopical Soc. 10 pp. 1887

- Practical Botany for Beginners, 1894, Reeditó General Books LLC, 82 pp. ISBN 1230270574, ISBN 9781230270579 2013

- The Germination and Embryogeny of Gnetum Gnemon. Quarterly J. of Microscopical Sci. 297 pp. 1887

- General Comparisons and Conclusion. Vol. Studies in the morphology of spore producing members. 67 pp. 1903

- The Origin of a Land Flora. 1908

- On Leaf-architecture as Illuminated by a Study of Pteridophyta. Trans. of the Royal Soc. of Edinburgh 51 (3) 21 708 pp. 1916

- The Botany of a Living Plant. 699 pp. 1919

- The Ferns (Filicales): The leptosporangiate ferns, 1923-1928

- Primitive Land Plants: Also Known as the Archegoniatae. Reimpreso de Hafner Publish. Co. 658 pp. 1935

- Sixty years of Botany in Britain. 1938

- Botany of the living plant. Con Claude Wilson Wardlaw. 4.ª ed. de Macmillan Co. 699 pp. 1947

- A Course of Practical Instruction in Botany. Ed. HardPress, 574 pp. ISBN 1407714910, ISBN 9781407714912 2012
- La abreviatura «Bower» se emplea para indicar a Frederick Orpen Bower como autoridad en la descripción y clasificación científica de los vegetales.[2]